# ТЕС Лавріон
37°44′47.6″ пн. ш. 24°4′0.9″ сх. д. / 37.746556° пн. ш. 24.066917° сх. д.
ТЕС Лавріон — теплова електростанція у Греції, розташована у центрі країни в столичному регіоні Аттика біля міста Лавріон (відомого у стародавні часи своїми срібними копальнями).
Перші три енергоблоки потужністю 150, 300 та 175 МВт були розраховані на використання нафти. Через певний час вони були переведені у режим покриття пікових навантажень.
При цьому можливості ТЕС із виробництва електроенергії все рівно збільшились завдяки побудові сучасних парогазових блоків комбінованого циклу, розрахованих на використання природного газу. Блок № 4 (він же блок Лавріон Мегало, Lavrio Megalo), введений в експлуатацію у 1999 році, став першим серед численних подібних об'єктів, споруджених протягом наступних двох десятиліть у Греції. Генеральним підрядником будівництва блоку виступив концерн Alstom, який встановив у його складі три котли-утилізатори власного виробництва, а також три газові турбіни 9001E потужністю по 127 МВт  та одну парову турбіну потужністю 190 МВт.
В 2006 році ТЕС доповнили блоком № 5 потужністю 378 МВт, який обладнаний турбінним комплексом 109FA виробництва General Electric у складі газової турбіни Frame 9FA та парової турбіни. При цьому розташований між турбінами котел-утилізатор поставила все та ж компанія Alstom.
Розташована на узбережжі Егейського моря, станція Лавріон використовує для охолодження морську воду.